# Заочное решение суда
Заочное решение суда (англ. Trial in absentia) — документ судебной инстанции, составленный и выдаваемый судом по результатам заочного рассмотрения дела.

## РФ
В Российской Федерации заочное решение это акт суда первой инстанции, который выносится по итогам заочного производства. Институт заочного решения стал активно развиваться с середины 90-х, после его подкрепления соответствующей законодательной базой, одними из причин широкого применения заочного рассмотрения дела были попытка суда ускорить процесс и повлиять, путём вручения судебной повестки или заочного решения суда, на недобропорядочного ответчика: 

Нередко судьи используют заочное решение как дополнительный способ извещения ответчика, не являющегося по вызову суда, как механизм воздействия на недобросовестную сторону для обеспечения её явки в суд. Не реагируя на традиционные способы извещения, установленные процессуальным законодательством (судебные повестки, телеграммы и т.п.), получивший копию заочного решения ответчик немедленно является в суд для подачи заявления о его пересмотре (в ГПК РФ - заявление об отмене заочного решения). Именно этого и добивается судья. При беседе с ответчиком выясняются возможные с его стороны возражения против предъявленного иска и разъясняются последствия его последующей неявки в суд. Как правило, заочное решение отменяется и назначается новое судебное заседание для рассмотрения и разрешения спора по существу.— «Заочное решение в гражданском процессе», Ирина Валентиновна Уткина
Однако, несмотря на большую вероятность отмены заочного решения судом, нежелание проигравшей стороны оспаривать это решение приводит к тому, что по данным журнала «Российская юстиция», приведенных в учебнике по гражданский процессу М.К. Треушникова, отменяются лишь 6,2% заочных решений.

### Отмена заочного решения суда
Как говорилось выше, заочное решение суда, с большей вероятностью, может быть отменено, но для этого следует соблюсти определенные законом условия и сроки. Для начала юристы рекомендовали взять копию документа (копию «Заочного решения суда» можно было получить, например, у судебных приставов-исполнителей либо, что делают чаще, в суде, принявшим такое решение) и затем, в соответствии с Гражданским процессуальным кодексом РФ, в течение определенного законодательством времени со дня получения копии этого решения, подать в суд, принявший заочное решение, «Заявление об отмене заочного решения суда», после, в случае отказа в удовлетворении такого заявления судом принявшим заочное решение, можно обжаловать такой отказ в апелляционном порядке, так как, в отличие от судебного приказа, на заочное решение суда может быть подана апелляционная жалоба. К примеру, когда истец по делу о разводе намеренно сообщает суду заведомо неверный адрес своего супруга, ответчик вправе либо в течение семи дней со дня вручения ему копии заочного решения обратиться в суд, принявший это решение, с заявлением о его отмене, либо обжаловать заочное решение в кассационном (если решение вынесено районным судом) или апелляционном (если решение вынесено мировым судьей) порядке (ст.237 ГПК).

Последовательность способов оспаривания ответчиком заочного решения строго предопределена: сначала подача заявления о пересмотре в тот же суд, а если такого действия не последовало, то остается жалоба в вышестоящую инстанцию.— Профессор М.К. Треушников, «Гражданский процесс».
При отмене судебного решения суд возобновляет рассмотрение дела по существу.

## Сноски
1. ↑  Большой юридический словарь. — М.: Проспект. А. В. Малько. 2009: «Заочное решение — акт суда первой инстанции, который выносится по итогам заочного производства. По содержанию заочное решение суда подчиняется общим правилам, но в резолютивной части заочного решения должны быть указаны срок и порядок подачи заявления об отмене этого решения суда».
2. ↑  О.С. Скрементова, учебник: Гражданский процесс, Глава XX. Заочное производство: «В 1995 г. заочное производство и заочное решение были вновь введены в российский гражданский процесс. Новый ГПК также сохранил заочное производство в качестве формы ускорения рассмотрения дел».
3. ↑  Российская юстиция. 2004. № 4. С. 72.
4. ↑  «Юрконсультация: Обжалование решения суда о взыскании алиментов» Архивная копия от 9 августа 2014 на Wayback Machine «Российская газета» от 28.04.2012
5. ↑  «Юрконсультация: Обжалование заочного решения суда» Архивная копия от 9 августа 2014 на Wayback Machine Юрконсультация агентства «Инвесткафе» от 06.03.2012.
6. ↑  «Как подать апелляцию» Архивная копия от 9 августа 2014 на Wayback Machine И выиграть дело в суде. «Российская Бизнес-газета» №470 от 03.08.2004
7. ↑  «Разводимся правильно» Архивная копия от 9 августа 2014 на Wayback Machine «Российская газета» - Неделя №5371 (292).
8. ↑  «Инструкция по судебному делопроизводству в районном суде» Архивная копия от 9 августа 2014 на Wayback Machine «Российская газета» - Федеральный выпуск №3623 от 5 ноября 2004